# Mexazolam
Il mexazolam (commercializzato con i nomi commerciali Melex e Sedoxil) è uno psicofarmaco derivato delle benzodiazepine. Il mexazolam è stato testato per l'ansia ed è risultato efficace nell'alleviarla a una settimana di follow-up, tuttavia, dopo tre settimane di terapia, il mexazolam aveva perso le sue proprietà ansiolitiche terapeutiche diventando non più efficace per via dell’effetto placebo, presumibilmente a causa della tolleranza alle benzodiazepine. Mexazolam è metabolizzato attraverso la via del CYP3A4. Gli inibitori della HMG-CoA reduttasi inclusi simvastatina, simvastatina acida, lovastatina, fluvastatina, atorvastatina e cerivastatina inibiscono il metabolismo del mexazolam, ma non l'inibitore della HMG-CoA reduttasi pravastatina. I suoi principali metaboliti attivi sono chlordesmetildiazepam (noto anche come chloronordiazepam o delorazepam) e cloroxazepam (noto anche come lorazepam).